# 白米镇
白米镇，是中华人民共和国江苏省泰州市姜堰区下辖的一个乡镇级行政单位。

## 行政区划
白米镇下辖以下地区：
白米社区、张沐社区、振华社区、拜官村、昌桥村、甸河村、白米村、纪林村、吴堡村、曹新村、马沟村、杭家铺村、新华村、孔庄村、蛙庄村、野沐村、孙舍村、和平村、大安村和碱场村。